# Zmarli w kwietniu 2016

## Kwiecień 2016
- 30 kwietnia
  - Daniel Berrigan – amerykański jezuita, działacz ruchu pacyfistycznego[1]
  - Alphonsus Flavian D’Souza – indyjski duchowny katolicki, biskup[2]
  - Harold Kroto – brytyjski chemik, laureat Nagrody Nobla w dziedzinie chemii w 1996[3]
  - Piotr Krupa – polski fotograf, dziennikarz prasy lotniczej i motoparalotniarz, wicemistrz świata w klasie PF2[4]
  - Michael Szporer – polsko-amerykański nauczyciel akademicki, pisarz i dziennikarz[5][6]
- 29 kwietnia
  - Ryszard Ćwikliński – polski architekt i urbanista (ur. 1929)[7]
  - Hilarius Moa Nurak – indonezyjski duchowny katolicki, biskup[8]
  - Wojciech Zagórski – polski aktor[9]
- 28 kwietnia
  - Conrad Burns – amerykański polityk[10]
  - Jenny Diski – angielska pisarka[11]
  - Barry Howard – angielski aktor[12]
  - Oktawiusz Jurewicz – polski filolog klasyczny[13]
  - Seweryn Łukasik – polski specjalista w dziedzinie chorób wewnętrznych i medycyny sportowej, prof. dr hab.[14]
  - Ewelina Nurczyńska-Fidelska – polska historyk filmu, prof. dr hab.[15][16]
  - Ingram Olkin, amerykański statystyk (ur. 1924)[17]
  - Aleksander Rękas – polski pływak, instruktor, wielokrotny mistrz Polski w skokach z trampoliny i wieży[18][19]
- 27 kwietnia
  - Wiktor Gawrikow – litewski szachista i trener[20]
  - Zdzisław Grudzień – polski aktor, honorowy obywatel Zielonej Góry[21]
  - Zofia Morecka – polska ekonomistka, prorektor Uniwersytetu Warszawskiego[22]
  - Julio Xavier Labayen – filipiński duchowny katolicki, biskup[23]
  - Jarosław Wenderlich – polski działacz opozycji demokratycznej w okresie PRL, kawaler orderów[24][25]
- 26 kwietnia
  - Vincent Darius – grenadyjski duchowny katolicki, biskup[26]
  - Winston Hill – amerykański futbolista[27]
  - Władimir Jułygin – rosyjski piłkarz i trener[28]
  - Henryk Skrzypiński – polski żołnierz, uczestnik II wojny światowej, przewodnik PTTK, kawaler orderów[29][30]
  - Harry Wu – chiński dysydent, działacz na rzecz obrony praw człowieka[31]
- 25 kwietnia
  - Remo D. Belli – amerykański przedsiębiorca, twórca firmy produkującej naciągi perkusyjne Remo[32]
  - Marek Górski – polski piosenkarz związany z nurtem muzyki disco polo[33]
  - Martin Gray – polsko-francuski pisarz żydowskiego pochodzenia[34]
  - Michal Hornstein, kanadyjski przedsiębiorca, kolekcjoner sztuki i filantrop[35]
  - Maria Lewicka – polska historyk sztuki, popularyzatorka nauki, autorka książek, varsavianistka[36]
- 24 kwietnia
  - Tommy Kono – amerykański sztangista, dwukrotny mistrz olimpijski[37]
  - Billy Paul – amerykański wokalista soulowo-jazzowy[38]
  - Klaus Siebert – niemiecki biathlonista[39]
  - Zygmunt Sobień – polski artysta fotografik[40]
  - Papa Wemba – kongijski piosenkarz i kompozytor[41]
- 23 kwietnia
  - Halina Dobrowolska – polska scenograf filmowa, dekoratorka wnętrz i kostiumograf[42]
  - Attila Ferjáncz – węgierski kierowca rajdowy[43]
  - Stanisław Liszewski – polski geograf i urbanista, rektor Uniwersytetu Łódzkiego[44]
  - Jerzy Rybarczyk – polski malarz, grafik i rzeźbiarz[45]
  - John Satterthwaite – australijski biskup katolicki[46]
  - Madeleine Sherwood – kanadyjska aktorka[47]
  - Paul Hisao Yasuda – japoński duchowny katolicki, arcybiskup[48]
- 22 kwietnia
  - Ojārs Grīnbergs – łotewski piosenkarz[49]
  - Mieczysław Michalik – polski filozof, etyk, generał brygady WP[50]
  - Soran Singh – pakistański polityk, minister ds. mniejszości w prowincji Chajber Pasztunchwa[51][52]
- 21 kwietnia
  - Jann Castor – polski muzyk, wykonawca, kompozytor i poeta, lider art rockowego zespołu Res Publica[53]
  - Hans Koschnick – niemiecki polityk[54]
  - Lonnie Mack – amerykański piosenkarz i gitarzysta stylów rock, blues i country[55]
  - Ferenc Paragi – węgierski lekkoatleta, oszczepnik[56]
  - Prince – amerykański muzyk[57]
- 20 kwietnia
  - Chyna – amerykańska wrestlerka i aktorka[58]
  - Guy Hamilton – brytyjski reżyser filmowy[59]
  - Januariusz Malczewski – polski artysta cyrkowy, mistrz akrobatyki, dyrektor Państwowego Studium Cyrkowego w Julinku[60]
  - Stanisław Skowroński – polski żołnierz, oficer Armii Krajowej, porucznik łączności, cichociemny[61]
  - Dwayne Washington – amerykański koszykarz[62]
  - Victoria Wood – angielska aktorka komediowa, piosenkarka i autorka piosenek, scenarzysta i reżyser[63]
- 19 kwietnia
  - Patricio Aylwin – chilijski polityk[64]
  - Estelle Balet – szwajcarska snowboardzistka, dwukrotna mistrzyni świata w ekstremalnym snowboardzie[65]
  - Ronit Elkabetz – izraelska aktorka i reżyserka[66]
  - Walter Kohn – amerykański fizyk, noblista[67]
  - Richard Lyons – amerykański muzyk awangardowy[68]
  - Milt Pappas – amerykański baseballista[69]
  - Władysław Papużyński – polski rolnik, działacz związkowy, senator I kadencji[70]
  - Arkadiusz Sann – polski pisarz i poeta[71]
  - Igor Wołczok – rosyjski piłkarz, trener i działacz piłkarski[72]
- 18 kwietnia
  - Brian Asawa – amerykański śpiewak operowy (kontratenor)[73]
  - Barry Davies – brytyjski żołnierz, funkcjonariusz Special Air Service, kawaler orderów[74]
  - Rubén Héctor di Monte – argentyński duchowny katolicki, arcybiskup[75]
  - Andrzej Duda – polski chemik, profesor zwyczajny Centrum Badań Molekularnych i Makromolekularnych PAN[76][77][78]
  - Włodzimierz Oniśko – polski specjalista technologii drewna, prof. dr hab.[79][80]
  - Ignacy Zenon Siemion – polski chemik, zwyczajny Uniwersytetu Wrocławskiego[81]
  - Andrzej Stołyhwo – polski specjalista technologii żywności i żywienia, prof. dr hab. inż.[82][83]
  - Zoltán Szarka – węgierski piłkarz i trener[84]
- 17 kwietnia
  - Jacek Dmochowski – polski matematyk, prof. Uniwersytetu Karoliny Północnej w Charlotte[85][86]
  - Luis Horacio Gomez González – kolumbijski duchowny katolicki, biskup[87]
  - Zbigniew Kulczyński – polski żołnierz, uczestnik II wojny światowej, kawaler orderów, współprojektant pojazdów Rak 650 i Promot Polonia I[88]
  - Irena Obuchowska – polska specjalistka z zakresu psychologii klinicznej dzieci i młodzieży, prof. dr hab.[89][90]
  - Doris Roberts – amerykańska aktorka[91]
  - Bogdan Wasilewski – polski dyplomata[92]
- 16 kwietnia
  - Ron Bonham – amerykański koszykarz[93]
  - William Gray – amerykański meteorolog[94]
  - Zdzisław Iwanowski – polski działacz podziemia niepodległościowego w czasie II wojny światowej, kawaler orderów[95]
  - Zdzisław Moszczyński – polski samorządowiec, kawaler orderów[96]
  - Władysława Papis – polska wizjonerka[97]
  - Helmut Rohde – niemiecki polityk i dziennikarz, deputowany, minister edukacji i nauki (1974–1978)[98]
  - Jan Rutkiewicz – polski reżyser filmowy, scenarzysta, kostiumograf i specjalista ds. militariów[99]
  - Symeon (Kostadinow) – bułgarski biskup prawosławny[100]
- 15 kwietnia
  - Anne Grommerch – francuska polityk[101]
  - Morag Siller – szkocka aktorka i prezenterka radiowa[102]
  - Guy Woolfenden – angielski kompozytor i dyrygent[103]
- 14 kwietnia
  - Malick Sidibé – malijski fotograf[104]
  - Władysław Wajnert – polski działacz podziemia niepodległościowego w czasie II wojny światowej, kawaler orderów[105]
  - Józef Walczak – polski piłkarz i trener piłkarski[106]
- 13 kwietnia
  - Tadeusz Bartkowicz – polski architekt, prof. zw. dr hab. inż.[107][108]
  - Matthias Joseph Isuja – tanzański duchowny katolicki, biskup[109]
  - Władysław Jaworski – polski funkcjonariusz Urzędu Bezpieczeństwa i Służby Bezpieczeństwa w randze pułkownika[110]
  - Henryk Machel – polski pedagog, prof. dr hab.[111][112]
  - Jacek Marchewczyk – polski ortopeda, publicysta, działacz opozycji w okresie PRL[113][114]
  - Mariano Mores – argentyński kompozytor tanga argentyńskiego[115]
  - Jeremy Steig – amerykański flecista jazzowy[116]
  - Gareth Thomas – walijski aktor[117]
  - Ray Thornton – amerykański polityk, członek Izby Reprezentantów (1973–1979, 1991–1997)[118]
  - Nera White – amerykańska koszykarka[119]
- 12 kwietnia
  - Chieko Akiyama – japońska pisarka i dziennikarka[120]
  - Maria Chmielewska – polski archeolog, dr hab., kierownik Zakładu Paleolitu Instytutu Historii Kultury Materialnej PAN[121][122]
  - David Gest – amerykański producent filmowy, były mąż Lizy Minnelli[123]
  - Pedro de Felipe – hiszpański piłkarz[124]
  - Anne Jackson – amerykańska aktorka[125]
  - Adalbert Kurzeja – polski duchowny rzymskokatolicki, benedyktyn, honorowy obywatel gminy Kuźnia Raciborska[126][127]
  - Alan Loveday – brytyjski skrzypek[128]
  - André Mayamba – kongijski duchowny katolicki, biskup[129]
  - Janusz Mond – polski aktor[130][131]
  - Arnold Wesker – brytyjski pisarz[132]
- 11 kwietnia
  - Liliana Barańska – polska polityk i samorządowiec, posłanka na Sejm PRL IX kadencji (1985–1989)[133]
  - Emile Ford – brytyjski piosenkarz[134]
  - Stanisław Majerski – polski informatyk, dr hab. inż., profesor nadzwyczajny Instytutu Maszyn Matematycznych[135][136]
- 10 kwietnia
  - Andrzej Jeziorek – polski operator filmowy[137]
  - Jan Kubalski – polski kierowca motocrossowy, wielokrotny mistrz Polski w crossie i rajdach motocyklowych[138]
  - Juliusz Łukasiewicz – polski historyk dziejów gospodarczych, prof. zw. dr hab.[139][140]
  - Thomas Mensah – ghański duchowny katolicki, arcybiskup[141]
  - Henryk Średnicki – polski bokser; jedyny Polak, który zdobył złoty medal mistrzostw świata w boksie olimpijskim[142]
- 9 kwietnia
  - Tony Conrad – amerykański awangardowy artysta wizualny, eksperymentalny filmowiec, muzyk, kompozytor, artysta dźwiękowy, pedagog i pisarz[143]
  - Marko Dolžan – słoweński farmaceuta i przedsiębiorca, kawaler orderów[144][145]
  - Antoni Dutlinger – polski dziennikarz[146]
  - Józef Roman Dygas – polski fizyk, prof. dr hab. inż.[147][148]
  - Lucas Martínez Lara – meksykański duchowny katolicki, biskup[149]
- 8 kwietnia
  - Witold Jurczyk – polski anestezjolog, prof. zw. dr hab. n. med., prezes Towarzystwa Anestezjologów Polskich w latach 1970–1973[150][151]
  - Andrzej Kijewski – polski samorządowiec i urzędnik, burmistrz Szczytna (1995–1998), starosta szczycieński (2002–2006)[152]
  - Krzysztof Krzemieniecki – polski onkolog, dr hab. n. med.[153][154]
  - Mieczysław Mela – polski zawodnik, trener i działacz kolarski[155]
  - Mieczysław Moryto – polski samorządowiec, wicewojewoda opolski w latach 1975–1982[156][157]
  - Jan Socha – polski dziennikarz i publicysta[158][159]
  - David Swift – angielski aktor[160]
- 7 kwietnia
  - Dariusz Durjasz – polski trener bokserski[161]
  - Tadeusz Madeja – polski aktor[162]
  - Carlo Monti – włoski lekkoatleta, sprinter[163]
  - Nebojša Popov – serbski socjolog, działacz społeczny i antywojenny[164]
  - Zygmunt Przychodzeń – polski ekonomista, profesor zwyczajny nauk rolniczych, pracownik naukowy SGGW[165]
- 6 kwietnia
  - Dennis Davis – amerykański perkusista i muzyk sesyjny najbardziej znany ze współpracy z Davidem Bowie[166]
  - Jaime Pedro Gonçalves – mozambicki duchowny katolicki, arcybiskup[167]
  - Merle Haggard – amerykański tekściarz, wokalista, gitarzysta i skrzypek country[168]
  - Leon Haywood – amerykański piosenkarz[169]
  - Bożena Kiziewicz – polski biolog, specjalistka w zakresie hydrobiologii, mykologii, mikrobiologii oraz toksykologii, doktor habilitowany nauk biologicznych[170][171]
  - Stefan Warulik – polski nauczyciel, samorządowiec, wieloletni naczelnik miasta oraz prezydent Zduńskiej Woli[172]
- 5 kwietnia
  - Jan Całka – polski działacz związkowy, jeden z liderów opolskiej „Solidarności” w latach 80. i 90.[173]
  - Zyta Gilowska – polska polityk, profesor nauk ekonomicznych, minister finansów oraz wicepremier, posłanka na Sejm IV i VI kadencji[174]
  - Roman Gribbs – amerykański polityk, burmistrz Detroit[175]
  - Elsie Morison – australijska śpiewaczka operowa[176]
  - E.M. Nathanson(inne języki) – amerykański pisarz, autor powieści Parszywa dwunastka[177]
  - Maria Podraza-Kwiatkowska – polska historyk literatury, prof. dr hab. nauk humanistycznych[178]
  - Mick Sullivan – angielski rugbysta[179]
  - Tadeusz Zawistowski – polski uczestnik II wojny światowej, działacz kombatancki, podpułkownik WP w stanie spoczynku, kawaler orderów[180]
- 4 kwietnia
  - Piotr Aleksandrowicz – polski dziennikarz, redaktor naczelny „Rzeczpospolitej” w latach 1996–2001[181]
  - Elżbieta Dziębowska – polska muzykolog, w czasie II wojny światowej harcerka i łączniczka w batalionie „Parasol”, uczestniczka Akcji Kutschera[182]
  - Chus Lampreave – hiszpańska aktorka[183]
  - Carlo Mastrangelo – amerykański piosenkarz[184]
  - Gétatchèw Mèkurya – etiopski saksofonista jazzowy[185]
  - Ronald Mulkearns – australijski duchowny katolicki, biskup[186]
  - Royston Nash – angielski dyrygent[187]
  - Mike Sandlock – amerykański baseballista[188]
  - Abe Segal – południowoafrykański tenisista[189]
  - Andrzej Sławik – polski samorządowiec i górnik, radny sejmiku śląskiego (2011–2016)[190]
- 3 kwietnia
  - Erik Bauersfeld – amerykański aktor głosowy[191]
  - Joe Medicine Crow – amerykański antropolog i historyk pochodzenia indiańskiego, kawaler Medalu Wolności[192]
  - Eugenia Dyner – polska specjalistka z zakresu bakteriologii, mykologii i parazytologii, prof. dr hab. UWM w Olsztynie[193]
  - Don Francks – kanadyjski aktor, wokalista i muzyk jazzowy[194]
  - Lars Gustafsson – szwedzki pisarz[195]
  - Irena Kamieńska – polska reżyserka filmowa[196]
  - Cesare Maldini – włoski piłkarz i trener[197]
  - Ronald Mulkearns – australijski biskup katolicki[198]
  - Noh Jin-kyu – południowokoreański łyżwiarz szybki, startujący w short tracku, pięciokrotny mistrz świata[199]
  - Jules Schelvis – holenderski świadek Holocaustu pochodzenia żydowskiego, więzień obozu zagłady w Sobiborze[200]
  - John Vane – brytyjski arystokrata[201]
- 2 kwietnia
  - Gato Barbieri – argentyński saksofonista jazzowy i kompozytor[202]
  - Marian Bietkowski – polski matematyk, specjalista geometrii wykreślnej, doc. dr inż., kawaler orderów[203]
  - Boris Hybner – czeski aktor i mim[204]
  - Jacek Krzekotowski – polski działacz polityczny, poseł na Sejm X kadencji[205]
  - Amber Rayne – amerykańska aktorka pornograficzna[206][207]
  - László Sárosi – węgierski piłkarz i trener[208]
  - Józef Szkoda – polski zootechnik, dr hab. nauk weterynaryjnych[209][210]
  - Thomas Zeng Jingmu – chiński duchowny rzymskokatolicki, biskup diecezji Yujiang[211]
- 1 kwietnia
  - Aleksander Arkuszyński – polski działacz podziemia niepodległościowego w czasie II wojny światowej oraz podziemia antykomunistycznego, generał brygady WP[212]
  - Henryk Chudyba – polski algolog i botanik, prof. dr hab.[213]
  - Artur Górski – polski polityk, nauczyciel akademicki, publicysta, dziennikarz, politolog, poseł na Sejm V, VI, VII i VIII kadencji[214]
  - Ángel Haché – dominikański aktor, artysta[215]
  - Denise Robertson – brytyjska prezenterka telewizyjna[216]